# Norio
Norio (gruzínsky ნორიო) je obec v gruzínském regionu Kvemo Kartli, vzdálená 25 km od hlavního města Tbilisi a 50 km od správního města Gardabani. Leží v nadmořské výšce 820–840 m v předhůří pohoří Saguramo. V obci žije asi 4000 obyvatel.
Oblast byla osídlena již v pozdní době bronzové, tedy někdy v období 1500–1000 př. n. l. V roce 1394 bylo během třetí Tamerlánovy invaze město vydrancováno a poničeno. Během vpádu Agá Muhammad Chána na území Gruzie v 18. století tvořilo Norio spolu s blízkými obcemi Martkopi a Satskhenisi významnou obrannou linii, která chránila Tbilisi z východu.

## Osobnosti
- Avtandil Črikišvili – reprezentant v judu, účastník letních olympijských her
- Robert Koblijašvili – reprezentant v zápasu řecko-římském, účastník letních olympijských her